# Ferdinand Zinnow
Heinrich Ferdinand Zinnow (* 16. November 1812 in Berlin; † 20. Juni 1846 in Lüdersdorf) war Lehrer und Direktor an der Dorotheenstädtischen Realschule.
Ferdinand Zinnow war der Sohn eines Hofrats und Archivars beim königlichen Stadtgericht. Seine Schulbildung erhielt er am Berlinischen Gymnasium zum Grauen Kloster; von 1830 bis 1833 studierte er Theologie an den Universitäten Berlin und Halle. Einige Zeit lebte er in Lüdersdorf bei Gransee als Gehilfe des dortigen Predigers. Nach seiner Rückkehr nach Berlin erhielt er 1834 eine Anstellung an der Seminarschule und wurde 1836 zum ersten Lehrer und einstweiligen Dirigenten der neu gegründeten höheren Stadtschule in der Dorotheenstadt berufen. Nach einigen Jahren wurde ihm die Leitung endgültig übertragen und der Titel eines Direktors verliehen. Am 14. Juni 1846 erkrankte er auf dem Weg nach Lüdersdorf, wo er wenige Tage später starb und bestattet wurde.

## Schriften
- Die abgestorbenen Wortformen der deutschen Sprache. Für Lehrer und Freunde der Muttersprache., Berlin Oehmigke's Buchhandlung (JBülow), 1843